# Anisia remissa
Anisia remissa là một loài ruồi trong họ Tachinidae.